# 重寫 (歌曲)
《重寫》（日曲原名：（Rewrite））是ASIAN KUNG-FU GENERATION第5張單曲曲名。

## 解說
（Rewrite）是把報告或論文等的文章再次書寫的意思。與修改有別，指定持有特別的目的而將文章的大部份從頭寫起。本曲是卡通『鋼之鍊金術師』的第4首主題曲，同時也是擁有個人最高銷量的單曲。
另外，此曲『Rewrite』於American Animation Award（對象是日本的動畫）內被選為最佳主題曲。歌詞卡裡出現了錯誤，曾於官方網站上宣佈回收。當初是以CCCD形式發行，但現在該版本已經成為了絕版。

## 收錄曲
1. （Rewrite）
  - 动画《鋼之鍊金術師》的主題曲、日研總業廣告曲。
  - 與（Sol-fa）的次序相同，在Live的時候，大多也是接著「振動覺(振動感覺)」演奏。
2. （黃昏的鮮紅色）
  - 某天節奏組突然說「想玩一些帶有Funk味道的鼓聲」而將編曲大幅度改變的歌曲。據說歌曲的形態是伊地知從某作曲家的Live中接收到令他受到影響的東西。雖然跟首次的編曲截然不同，不過實際上比較起來，新編的曲子完成度較高，結果被起用的是這一個版本。後藤自己在發表當時說「是一首比Rewrite還要喜歡的歌曲」。